# Tuyến đường châu Âu E40

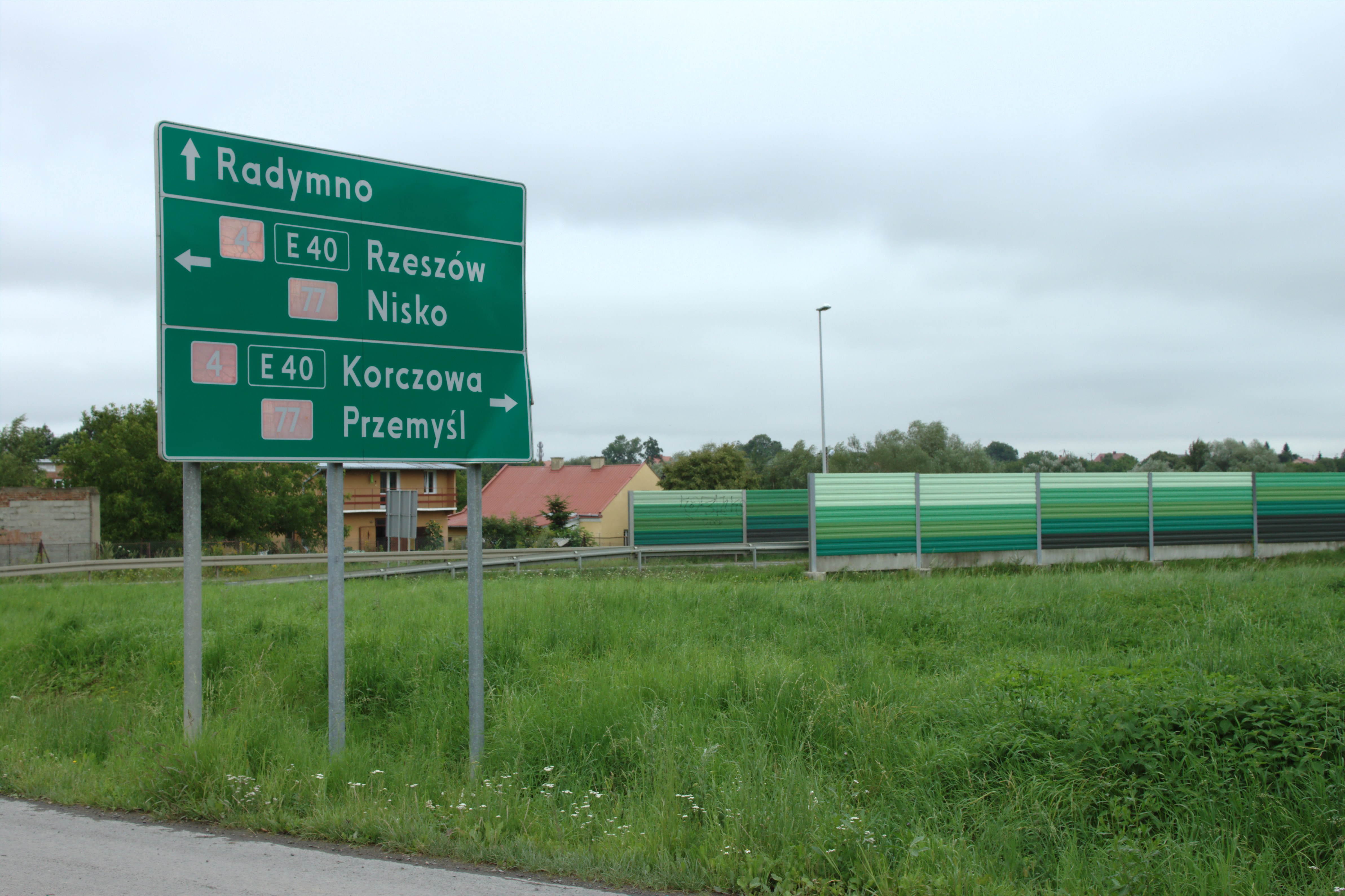
Tấm biển hiệu tuyến đường E 40 tại Skołoszów, Ba Lan

Tuyến đường châu Âu E40 là tuyến đường dài nhất trong số các tuyến đường của Mạng lưới Đường bộ Quốc tế châu Âu. Nó dài hơn 8.000 km (4.971 dặm), bắt đầu từ Calais ở Pháp chạy qua các quốc gia là Bỉ, Đức, Ba Lan, Ukraina, Nga, Kazakhstan, Uzbekistan, Turkmenistan, Kyrgyzstan và kết thúc tại Ridder của Kazakhstan, gần biên giới với Trung Quốc.

## Tuyến đường
Các địa danh mà nó chạy qua bao gồm:
- Pháp: Calais - Dunkerque
- Bỉ: Adinkerke - Veurne - Bruges - Ghent - Brussels - Leuven - Liège - Eupen
- Đức: Aachen - Cologne - Gummersbach - Olpe - Siegen - Wetzlar - Giessen - Bad Hersfeld - Herleshausen - Eisenach - Gotha - Erfurt - Weimar - Jena - Gera - Chemnitz - Dresden - Bautzen - Görlitz
- Ba Lan: Zgorzelec - Legnica - Wrocław - Opole - Gliwice - Katowice - Jaworzno - Kraków - Tarnów - Rzeszów - Korczowa
- Ukraina: L'viv - Dubno - Rivne - Zhytomyr - Kiev - Lubny - Poltava - Kharkiv - Slovyansk - Debaltseve - Luhans'k
- Nga: Kamensk-Shakhtinsky - Volgograd[1] - Astrakhan' (Tuyến đường M21 và Tuyến đường M6)
- Kazakhstan: Atyrau - Beyneu
- Uzbekistan: Kungrad - Nukus
- Turkmenistan: Daşoguz
- Uzbekistan: Buchara - Samarkand - Jizzakh - Tashkent
- Kazakhstan: Shymkent - Taraz
- Kyrgyzstan: Bishkek
- Kazakhstan: Korday - Almaty - Sary-Ozek - Taldykorgan - Usharal - Taskesken - Ayagoz - Georgiyevka - Öskemen - Ridder

## Đường giao thông địa phương
Tuyến đường bộ Quốc tế châu Âu E40 trùng với các đường giao thông tại các quốc gia như sau:
- Pháp:
  -  Calais - Dunkirk (biên giới với Bỉ)
- Bỉ:
  -  Dunkirk - Jabbeke
  -  Jabbeke - Brussels
  -  Brussels - Eynatten (biên giới với Đức)
- Đức:
  -  Eynatten - Aachen
  -  Aachen - Olpe
  -  Olpe - Wetzlar
  -  Wetzlar - Giessen
  -  Giessen
  -  Giessen - Reiskirchen
  -  Reiskirchen - Hattenbach
  -  Hattenbach - Kirchheim
  -  Kirchheim - Görlitz (biên giới)
- Ba Lan:
  -  Zgorzelec (biên giới) - Tarnów
  -  Tarnów - Radymno
  -  Radymno - Przemyśl
  -  Przemyśl - Medyka (biên giới)
- Ukraina:
  - M10 Krakovets (biên giới) - Lviv
  - 11 (biên giới) - Lviv
  - 06 Lviv - Kiev
  - 03 Kiev - Debaltseve
  - 04 Debaltseve - Krasnodon (biên giới)
- Nga:
  - 21 Donetsk (biên giới) - Volgograd
  - 6 Volgograd - Astrakhan
- Kazakhstan, Uzbekistan, Turkmenistan, Uzbekistan, Kazakhstan, Kyrgyzstan, và Kazakhstan:
  - A340 Astrakhan - Nukus
  - A380 Nukus - Bukhara
  - M37 Bukhara - Samarkand
  - M39 Samarkand - Korday (biên giới)
  - M33/M39 Korday (biên giới) - Almaty
  - А350 Almaty - Ridder

## Hình ảnh

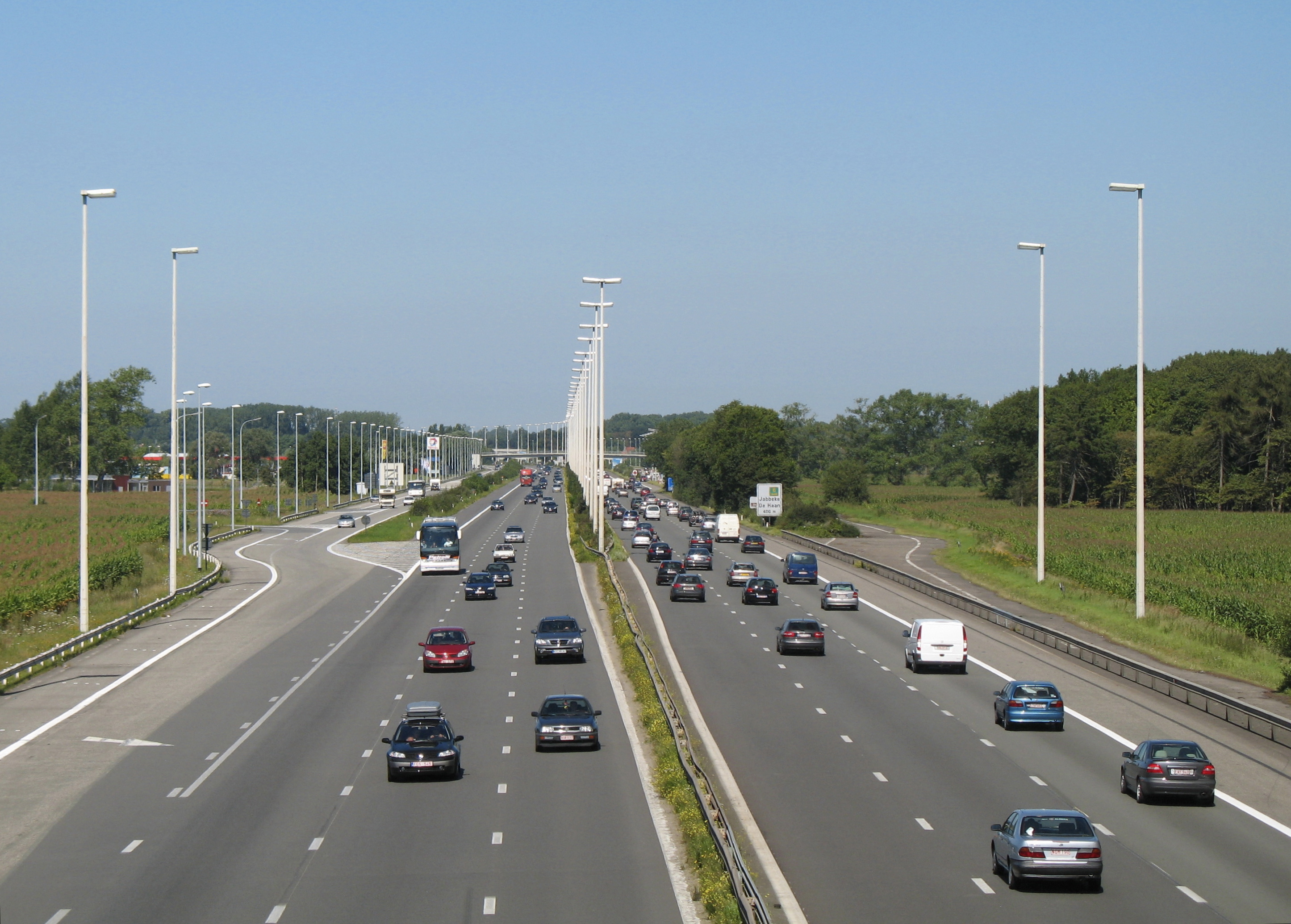
Jabbeke, Bỉ
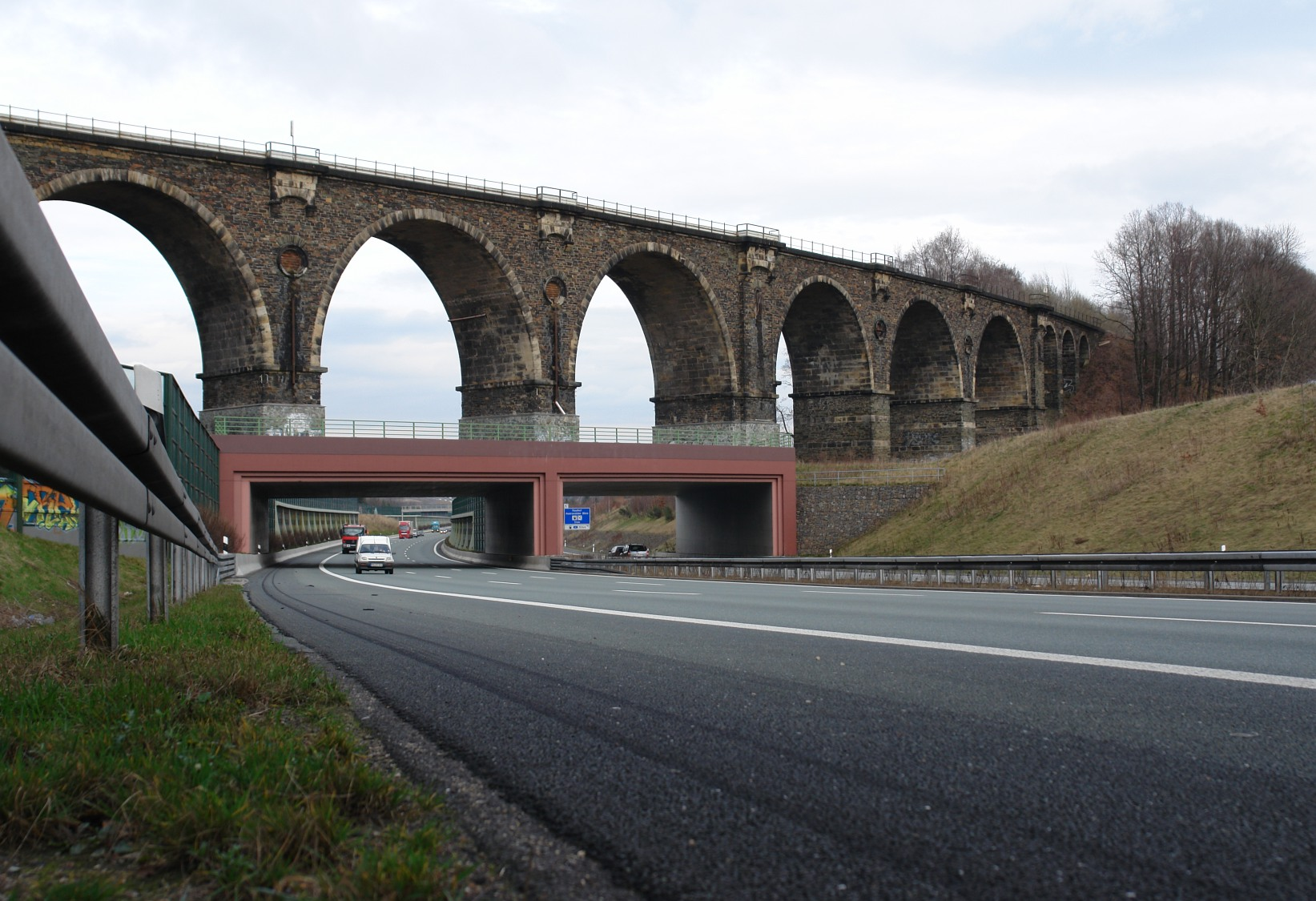
Chạy dưới một cây cầu đường sắt tại Chemnitz ở Đông Đức
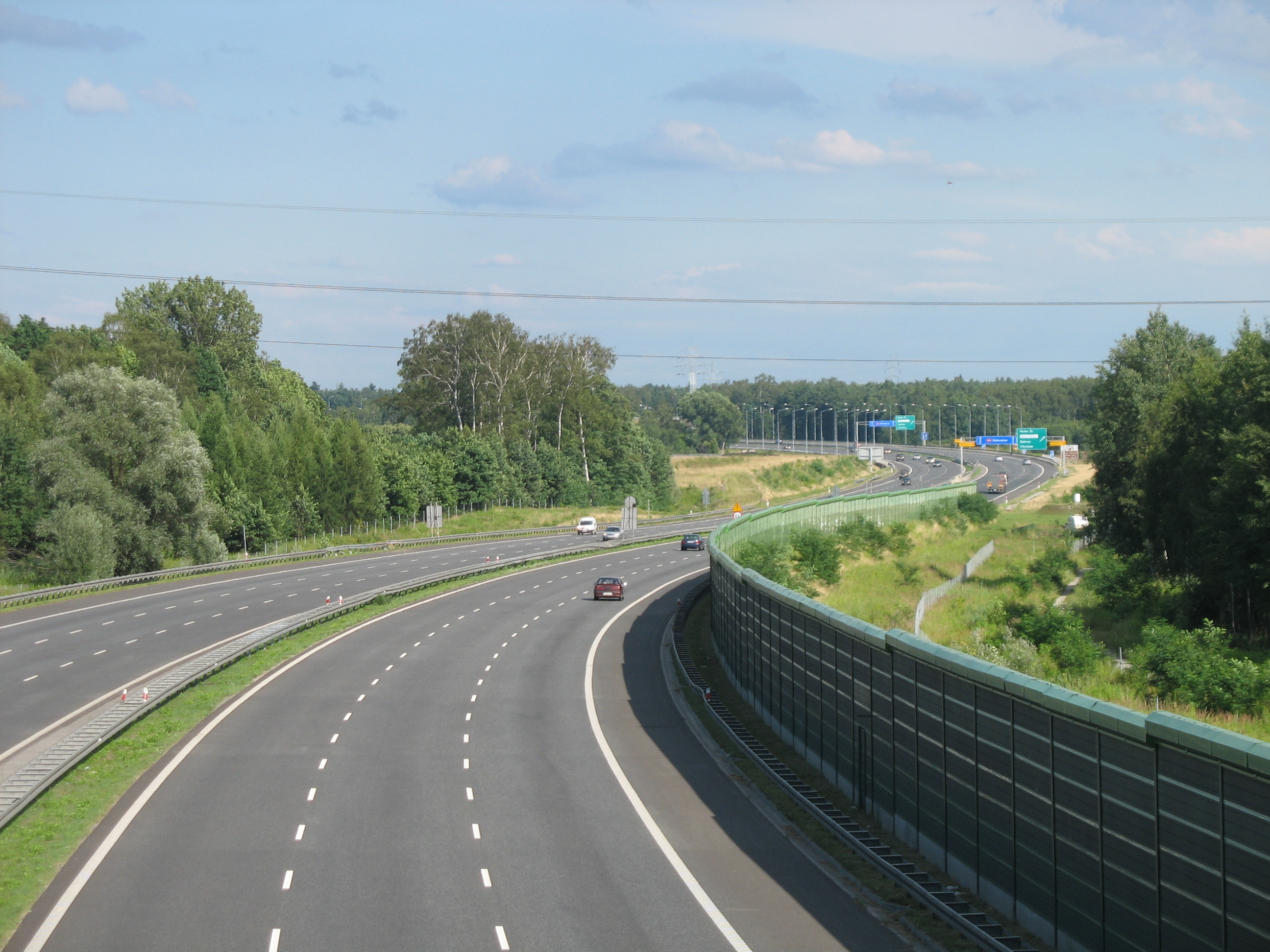
Tại Zabrze thuộc Vùng công nghiệp Thượng Silesian, Ba Lan
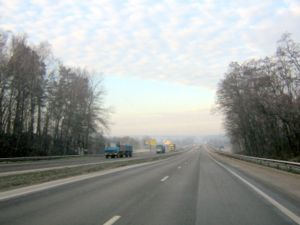
Đường E 40 tại Ukrainia thuộc Đường cao tốc Kyiv-Zytomyr
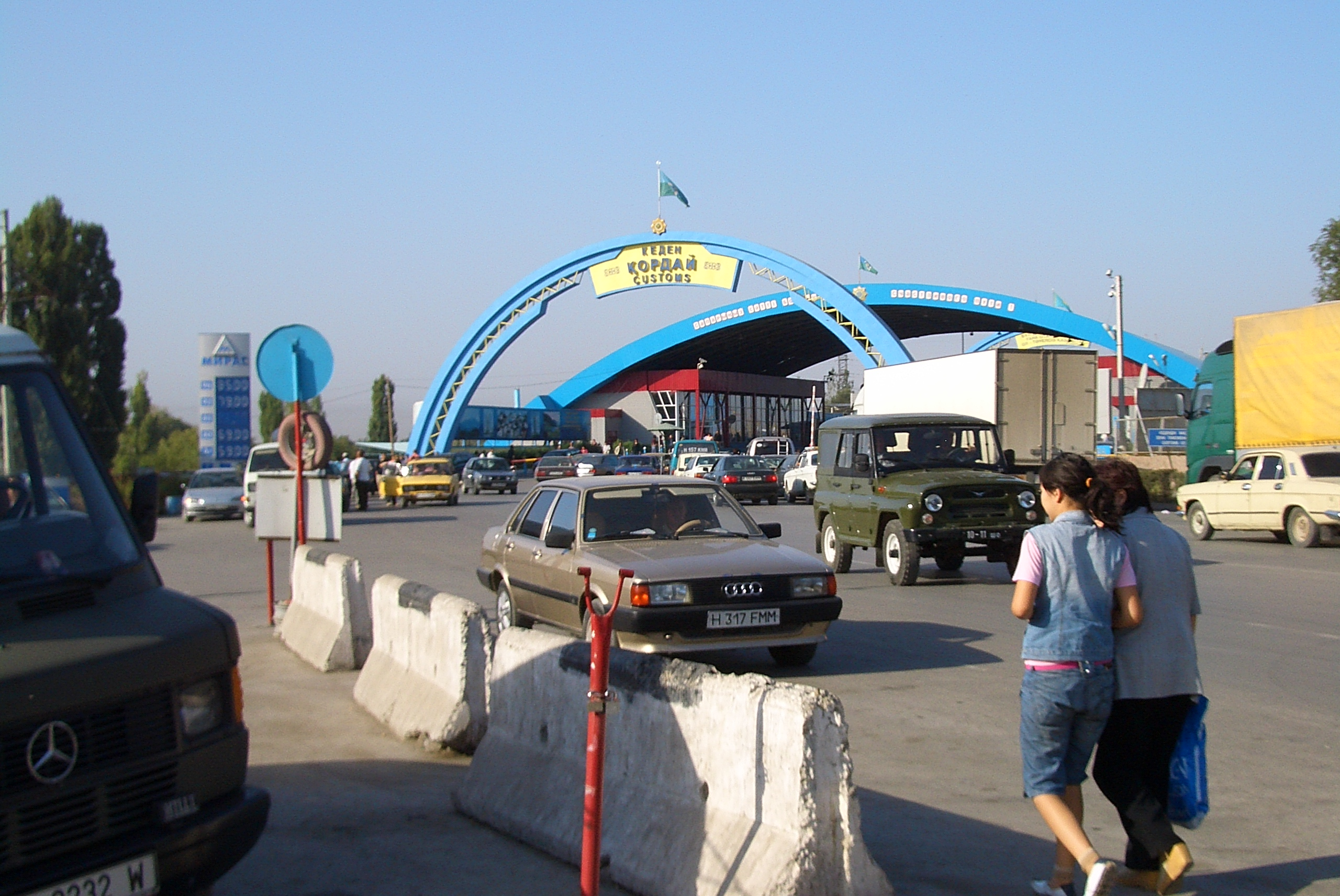
Trên biên giới giữa Kazakh-Kyrgyz ở Korday
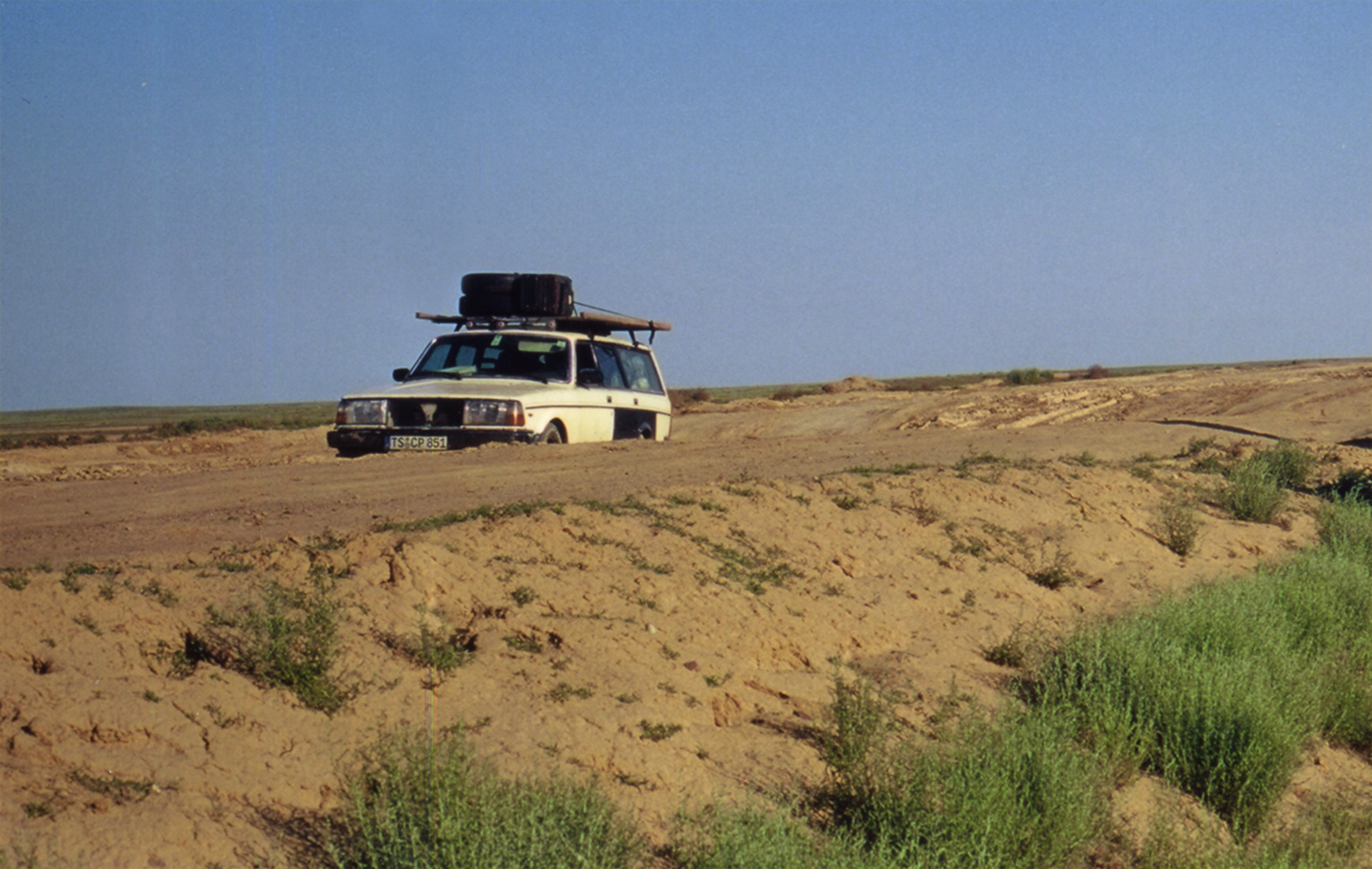
Đường giữa Beyneu (Kazakhstan) và Kungrad (Uzbekistan)